# Storena uncinata
Storena uncinata là một loài nhện trong họ Zodariidae.
Loài này thuộc chi Storena. Storena uncinata được Hirotsugu Ono miêu tả năm 1983.